# قائد المجلس
يقصد بـ قائد المجلس زعيم أكبر جماعة سياسية في أحد مجالس الحكم المحلي.

## المملكة المتحدة

### إنجلترا
في الحكم المحلي بإنجلترا وبعد صدور قانون الحكم المحلي لعام 2000 يتم استخدام منصب قائد المجلس في المجالس التي تتأسس على طراز مجلس الوزراء باعتباره منصبًا تنفيذيًا يتولى صاحبه رئاسة مجلس الوزراء.

### أسكتلندا
في الحكم المحلي بأسكتلندا يجري انتخاب قائد المجلس بوصفه زعيم أكبر تجمع سياسي من المستشارين في السلطة المحلية. وفي نفس الوقت، ليس لقائد المجلس أي صلاحيات تنفيذية أو إدارية يكفلها له القانون، ولكن يدفع له راتبًا مقابل توليه هذا المنصب.